# Lưu Kế Tông
Lưu Kế Tông ou Lien Ky To'ng est un usurpateur vietnamien qui s'autoproclame souverain du royaume de Champā de 983 à 986/988.

## Règne
En 982 l'armée de l'empereur Lê Đại Hành s'empare d'Indrapura la capitale du royaume de Champa la cité est détruite et le roi Jaya Paramesvaravarman I mis à mort. L'année suivante un transfuge de l'armée vietnamienne profite de la confusion pour chasser son successeur Indravarman IV, usurper le trône dans le nord du Champa et se faire proclamer roi. Il repousse une attaque du Đại Việt et fait appel à l'aide à l'empire chinois en 985. En 988 Lu'u Kê Tong disparaît et le roi cham qui lui succède un certain Harivarman II fondateur de la VIIe Dynastie,  envoie une nouvelle ambassade en chine dont l'empereur intime l'ordre aux vietnamiens de demeurer à l’intérieur de leurs frontières.